# TATA Kestrel
Der TATA Kestrel ist ein indischer Radpanzer, der von DRDO entwickelt wurde.

## Entwicklungsgeschichte
Als Teil der Unternehmensstrategie der Tata-Gruppe, den Umfang des Verteidigungsgeschäfts auszuweiten, präsentierte Tata Motors die allradgetriebene gepanzerte amphibische Fahrzeugplattform Kestrel (8×8) erstmals auf der Defexpo 2014. Das Fahrzeug wurde gemeinschaftlich von Defence Research and Development Organisation (DRDO) und TATA entwickelt. Der Kestrel ist der erste amphibischer Schützenpanzer, der in Indien entwickelt wurde und die Erwartungen sind groß, dass der Radpanzer in die indische Armee übernommen wird, um dort die aus der Sowjetzeit stammenden BMP-Schützenpanzer der Typen BMP-1 und BMP-2 zu ersetzen.

## Technik und Bewaffnung
Das Gewicht des Kestrels beträgt je nach Konfiguration 22,5 bis 26 Tonnen. Angetrieben wird er von einem 600 PS starken Dieselmotor, der das Fahrzeug auf maximal 100 km/h auf der Straße beschleunigen soll. Dem Abnehmer soll es zudem möglich sein, zwischen unterschiedlichen Motorisierungsvarianten zu entscheiden. Die beiden Vorderachsen sind lenkbar und geben dem Fahrzeug einen Wendekreis von 19 Metern. Alle Reifen sind serienmäßig mit Notlaufeigenschaften und einer Luftdruckregelanlage ausgestattet. Der Kestrel ist schwimmfähig, der Antrieb erfolgt mittels zweier am Fahrzeugrumpf montierter Wasserstrahlantriebe. Dadurch sollen im Wasser maximal 10 km/h erreicht werden. Insgesamt können im Kestrel zwölf Personen mitgeführt werden, zehn Soldaten und zwei Besatzungsmitglieder. Die Truppensitze sind mit einem Dämpfungsmechanismus ausgestattet, der die Insassen vor Minenexplosionen schützt. Die Sitze sind in einer Rücken-an-Rücken-Konfiguration positioniert, sodass es die Möglichkeit gibt, Schießscharten und Öffnungsklappen zu verbauen.
Die Hauptbewaffnung des Kestrels ist im Turm verbaut, der – so wie bisher bekannt gegeben – mit einer Maschinenkanone und einem koaxialen Maschinengewehr ausgestattet ist. Auf der DefExpo 2018 wurde das Fahrzeug mit dem ferngesteuerten Turm UT30MK2 von Elbit Systems gezeigt, der mit einer M242-Bushmaster-Maschinenkanone bewaffnet ist.